# Slovinsko na Letních olympijských hrách 2012
Slovinsko na Letních olympijských hrách 2012 v Londýně reprezentovalo celkem 65 sportovců, 28 mužů a 37 žen, soutěžilo v 15 sportech.

## Medailisté
| Medaile | Jméno               | Sport             | Disciplína                                     |
| ------- | ------------------- | ----------------- | ---------------------------------------------- |
| Zlato   | Urška Žolnirová     | Judo              | ženy 63 kg                                     |
| Stříbro | Primož Kozmus       | Atletika          | Muži hod kladivem                              |
| Bronz   | Luka Špik Iztok Čop | Veslování         | muži dvojskif                                  |
| Bronz   | Rajmond Debevec     | Sportovní střelba | muži 50 metrů libovolná malorážka 60 ran vleže |